# Unterseeboot 34 (1936)
Pour les articles homonymes, voir Unterseeboot 34.
L'Unterseeboot 34 ou U-34 est un sous-marin allemand du type VII.A, B de la Kriegsmarine de la Seconde Guerre mondiale, mis en service le 12 septembre 1936 et mis à quai définitivement le 5 août 1943.
Il est commandé dans le cadre du plan Z le 25 mars 1935 en violation du traité de Versailles qui proscrit la construction de ce type de navire par l'Allemagne.

## Histoire
Le 12 décembre 1936, l'Unterseeboot 34 commandé par le capitaine-lieutenant Harald Grosse, lors d'opérations de surveillance durant la guerre civile espagnole, participe à couler le sous-marin espagnol C-3 (es).
En avril et mai 1937, il continue à effectuer des opérations de surveillance maritime en Espagne, puis en novembre et en décembre 1937 dans les eaux portugaises.
En avril et mai 1939, l'Unterseeboot 34, avec le Unterseeboot 37, fait quelques plongées dans l'Atlantique entre le Portugal et les Açores.
Le 19 août 1939, il s’engage dans la guerre pour sa première patrouille de 39 jours en étant affecté à la flottille de sous-marin "Saltzwedel" à la 2e U- Flottille Wilhelmshaven. Il effectue 7 patrouilles jusqu'au 3 août 194.
Le 1er octobre 1940, après plusieurs sorties et réorganisations de la Kriegsmarine, il est affecté à la 21e U- Flottille Schulboot (formation des sous-mariniers) basée à Pillau en Russie.
Le 5 août 1943, l'Unterseeboot 34, au cours d'un exercice de formation, entre en collision à proximité de l'embouchure de Klaipėda anciennement Memel (Lituanie), avec le U-Boot Tender Lech, à la position géographique de 55° 42′ N, 21° 06′ E.

Quatre membres d'équipage décèdent. À la suite de cet incident, le sous-marin est mis à quai le 24 août 1943.
Le 8 septembre 1943, il est affecté comme bateau de formation à la 24e U-Flottille du commandement de Danzig.

## Affectations
- 2. Unterseebootsflottille du 12 septembre 1936 au 30 septembre 1940
- 21. Unterseebootsflottille du 1er octobre 1940 au 1er novembre 1940
- 24. Unterseebootsflottille du 2 novembre 1940 au 5 août 1943

## Commandants successifs
- Ernst Sobe  du 12 au 14 février 1938
- Harald Grosse du 4 novembre au 22 décembre 1936
- Hans Pauckstadt du 15 février au 17 août 1938
- Hans Pauckstadt du 5 septembre au 28 octobre 1938
- Kapitänleutnant Wilhelm Rollmann du 26 octobre 1938 au 28 septembre 1940
- Oberleutnant zur See Fritz Meyer du 29 septembre 1940 au 22 mai 1941
- Karl-Otto Schultz du 23 mai au 19 novembre 1941
- Gerhard Remus du 20 novembre 1941 au 15 juin 1942
- Oberleutnant zur See Horst-Arno Fenski du 16 juin 1942 au 1er février 1943
- Oberleutnant zur See Karl-Heinz Hagenau du 2 février au 11 juin 1943
- Leutnant zur See Eduard Aust du 12 juin au 5 août 1943

Nota: Les noms de commandants sans indication de grade signifie que leur grade n'est pas connu avec certitude à notre époque à la date de la prise de commandement.

## Navires coulés
L'Unterseeboot 34 sous les ordres du Kapitänleutnant Wilhelm Rollmann coulera en tout 3 bateaux de guerre ennemis et 21 navires marchands avec un tonnage total de 91 989 tonnes de jauge brute au cours des 7 patrouilles (190 jours en mer) qu'il effectua.
| Navires coulés par le U-34 |                          |             |          |
| Date                       | Navire                   | pavillon    | Tonnage  |
| 7 septembre 1939           | Pukkastan                | Royaume-Uni | 5 809 t  |
| 8 septembre 1939           | Kennebec                 | Royaume-Uni | 5 548 t  |
| 24 septembre 1939          | Hanonia                  | Estonie     | 1 781 t  |
| 20 octobre 1939            | Gustaf Adolf             | Suède       | 926 t    |
| 20 octobre 1939            | Sea Venture              | Royaume-Uni | 2 327 t  |
| 27 octobre 1939            | Bronte (convoi OB 25)    | Royaume-Uni | 5 317 t  |
| 29 octobre 1939            | Malabar (convoi HX 5A)   | Royaume-Uni | 7 976 t  |
| 9 novembre 1939            | Snar                     | Norvège     | 3 176 t  |
| 20 janvier 1940            | Caroni River             | Royaume-Uni | 7 807 t  |
| 28 janvier 1940            | Eleni Stathatou          | Grèce       | 5 625 t  |
| 13 avril 1940              | HNoMS Frøya (en)         | Norvège     | 595 t    |
| 5 juillet 1940             | HMS Whirlwind            | Royaume-Uni | 1 100 t  |
| 6 juillet 1940             | Vapper                   | Estonie     | 4 543 t  |
| 7 juillet 1940             | Lucrecia                 | Pays-Bas    | 2 584 t  |
| 9 juillet 1940             | Tiiu                     | Estonie     | 1 865 t  |
| 10 juillet 1940            | Petsamo                  | Finlande    | 1 865 t  |
| 11 juillet 1940            | Janna (Convoi HX 54)     | Norvège     | 2 197 t  |
| 15 juillet 1940            | Evdoxia                  | Grèce       | 2 018 t  |
| 17 juillet 1940            | Naftilos                 | Grèce       | 3 531 t  |
| 26 juillet 1940            | Accra (Convoi OB 188)    | Royaume-Uni | 9 337 t  |
| 26 juillet 1940            | Vinemoor (Convoi OB 188) | Royaume-Uni | 4 359 t  |
| 27 juillet 1940            | Sambre (Convoi OB 188)   | Royaume-Uni | 5 260 t  |
| 27 juillet 1940            | Thiara (Convoi OB 188)   | Royaume-Uni | 10 364 t |
| 1er août 1940              | HMS Spearfish            | Royaume-Uni | 670 t    |